# Teodoro de Anasagasti
Teodoro de Anasagasti y Algán (Bermeo, 7 de mayo de 1880-Madrid, 21 de agosto de 1938) fue un arquitecto, dibujante y urbanista español.

## Biografía

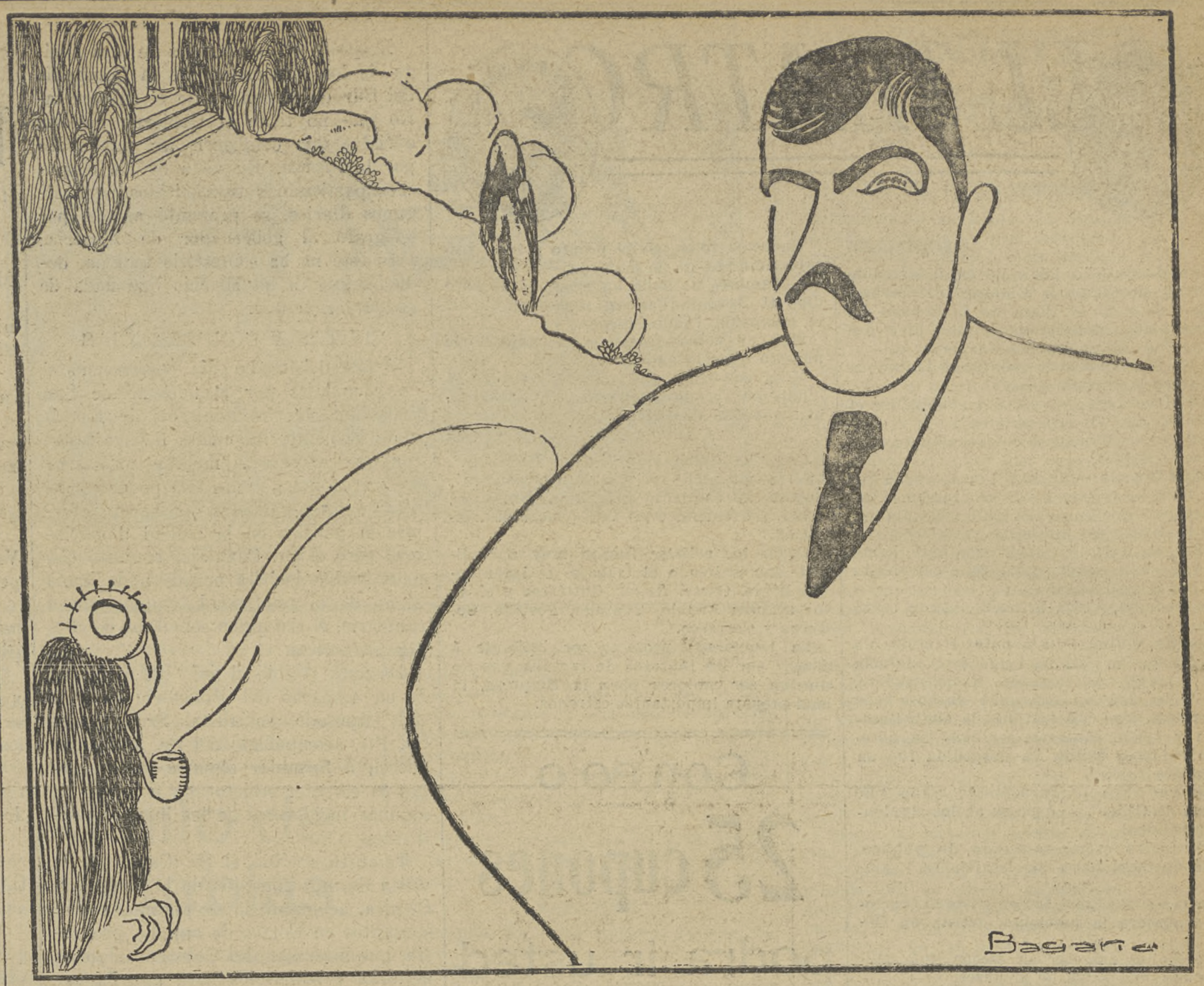
Caricaturizado por Bagaría (1912)

Nacido el 7 de mayo de 1880 en la localidad vizcaína de Bermeo, estudió en la Escuela de Arquitectura de Madrid y terminó la carrera en 1906, para volver poco después a su localidad natal, como arquitecto municipal. Obtuvo la beca de la Academia Española en Roma que duró desde 1910 hasta 1914. A su regreso empezó su actividad profesional, que desarrolla casi enteramente en Madrid. Además fue catedrático de Proyectos en la Escuela de Arquitectura de Madrid
Dirigió alguna obra importante junto a su suegro López Sallaberry como la iglesia anglicana de San Jorge en Madrid (1924), los Almacenes Madrid-París (1922-1924), y la ampliación del edificio de Prensa Española en el paseo de la Castellana. También trabajó en Jerez de la Frontera. 
Falleció el 21 de agosto de 1938, de fiebres infecciosas, en una clínica madrileña, en plena contienda civil, cuando contaba con cincuenta y ocho años de edad.

## Obras
- Proyecto de monumento a la reina María Cristina en San Sebastián (c. 1913,[4] no realizado).
- Casa de Correos y Telégrafos (Málaga), 1916-1926, de estilo neomudéjar.
- Teatro Fuencarral, edificio dedicado tanto a cine como a teatro, situado en el 133 de la calle de Fuencarral de Madrid e inaugurado el 24 de mayo de 1918.
- Reforma del Teatro Martín (1919), un edificio que había sido inaugurado en 1870.
- Real Cinema, cine de Madrid que abrió sus puertas el día 15 de mayo de 1920. También proyectó otros cines madrileños: el Monumental Cinema —actual Teatro Monumental— (1922), El Cisne o Chueca.
- Dirigió las obras del Monumento a Alfonso XII, situado en los jardines del Retiro de Madrid, a la muerte del autor del proyecto, José Grases Riera. Fue inaugurado el 6 de junio de 1922.
- Edificio en Gran Vía 30, con José López Sallaberry (1920-1924).
- Grandes Almacenes Madrid-París, edificio en Gran Vía, 32 (1920)
- Viviendas y oficinas para Enrique Pfitz y López, edificio en Gran Vía, 36 (1922-1925).
- Viviendas para el conde de Godó, edificio en Gran Vía 44 (1922-1925).
- Gran Teatro de Huelva (1923)
- Fundación Rodríguez Acosta (1921), Granada.
- Monumental Cinema (1923), sala cinematográfica en la calle de Atocha de Madrid, en la que se empleó por primera vez hormigón armado en obras civiles. Fue una de las primeras obras del racionalismo madrileño. Es actual sede de la orquesta y coro de RTVE.
- Teatro Pavón[5] (1925), uno de los primeros edificios madrileños construidos enteramente en estilo art decó.
- Teatro Villamarta de Jerez de la Frontera, 1927-1928, que fue uno de los primeros edificios en España construidos en gran parte con hormigón.
- Restauración del alcázar de Jerez de la Frontera, años 1920-1930.
- Conjunto de tres casas individuales en la calle Armas, construidas durante los años 1920, en los que dirigió diversas obras en Jerez de la Frontera.
- Casino Nacional, en el cruce de la calle Larga y la plaza del Banco en Jerez de la Frontera.
- Iglesia evangélica de San Jorge (1926), en Madrid.[6]

## Galería de fotos

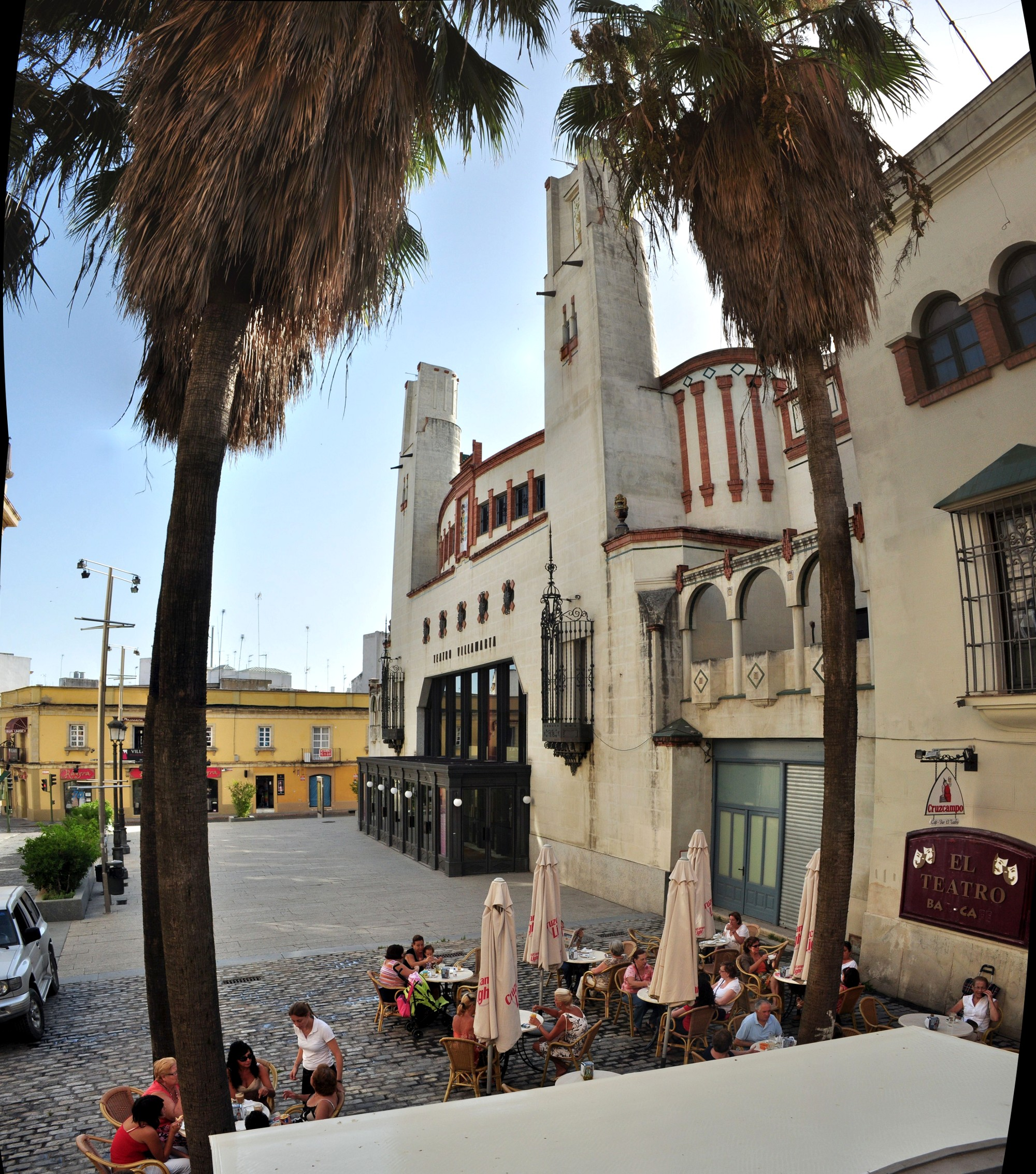
Teatro Villamarta (Jerez de la Frontera)
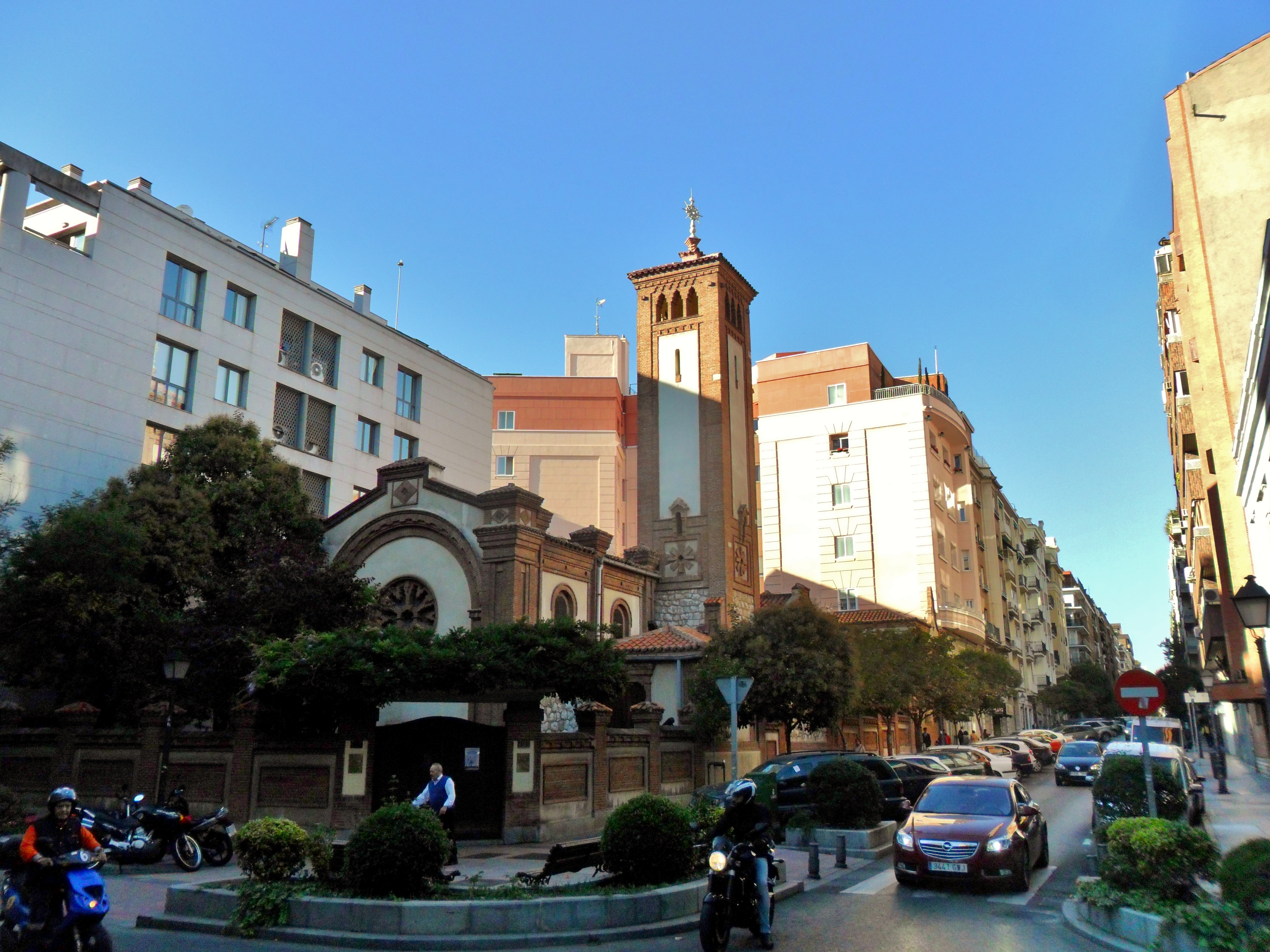
Iglesia anglicana de San Jorge (Madrid)
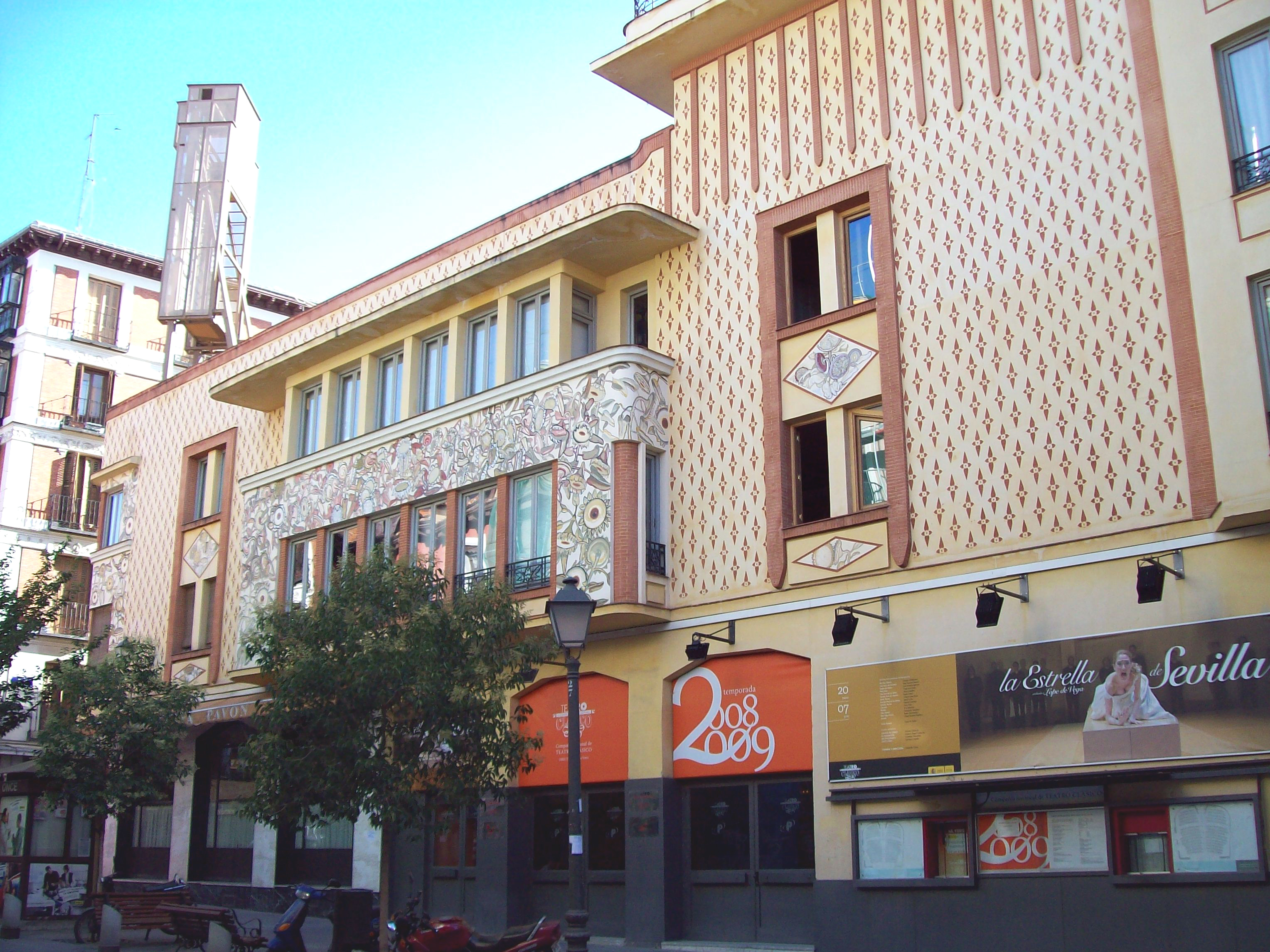
Teatro Pavón (Madrid)
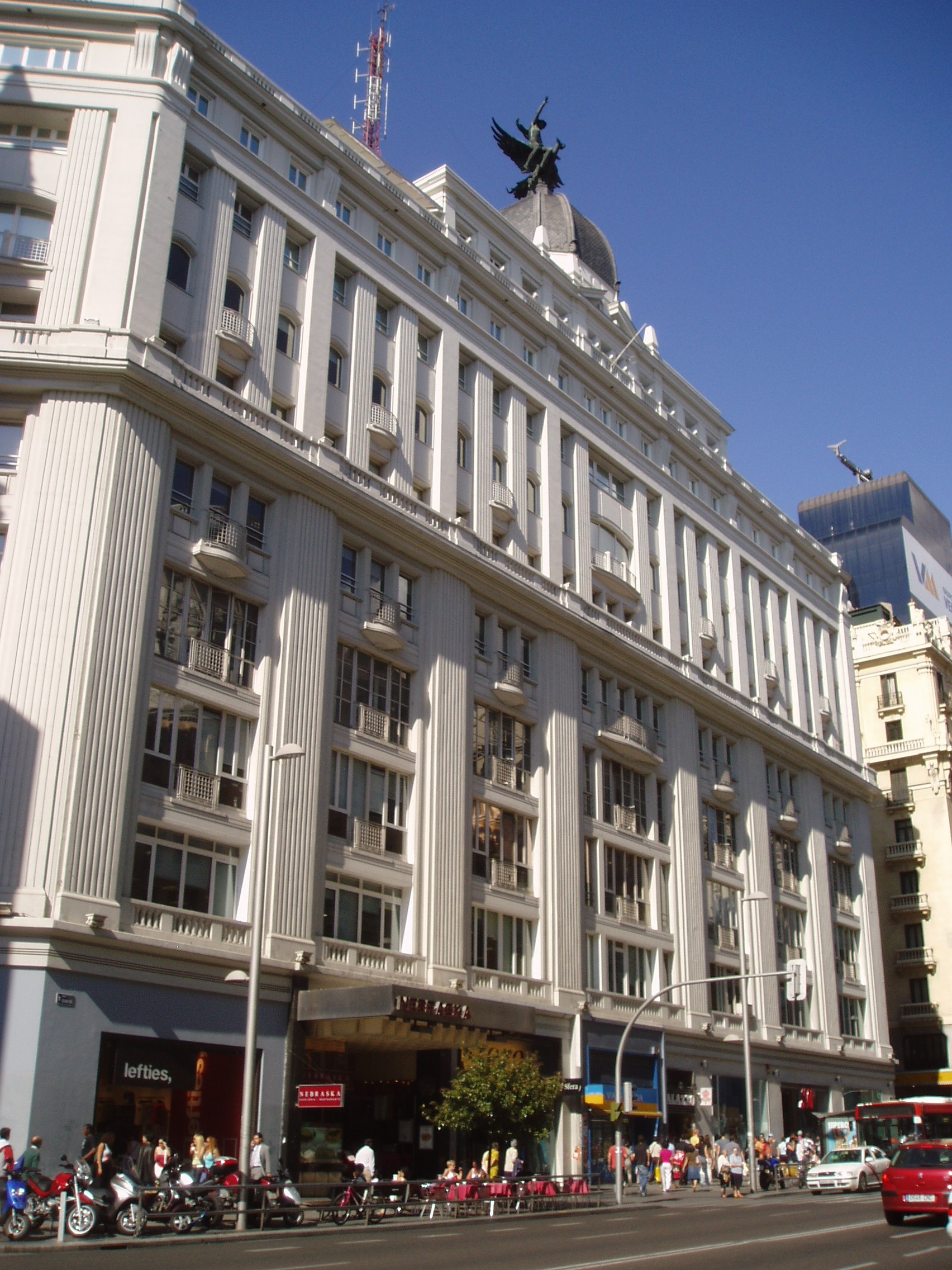
Antiguos almacenes Madrid-París en la Gran Vía
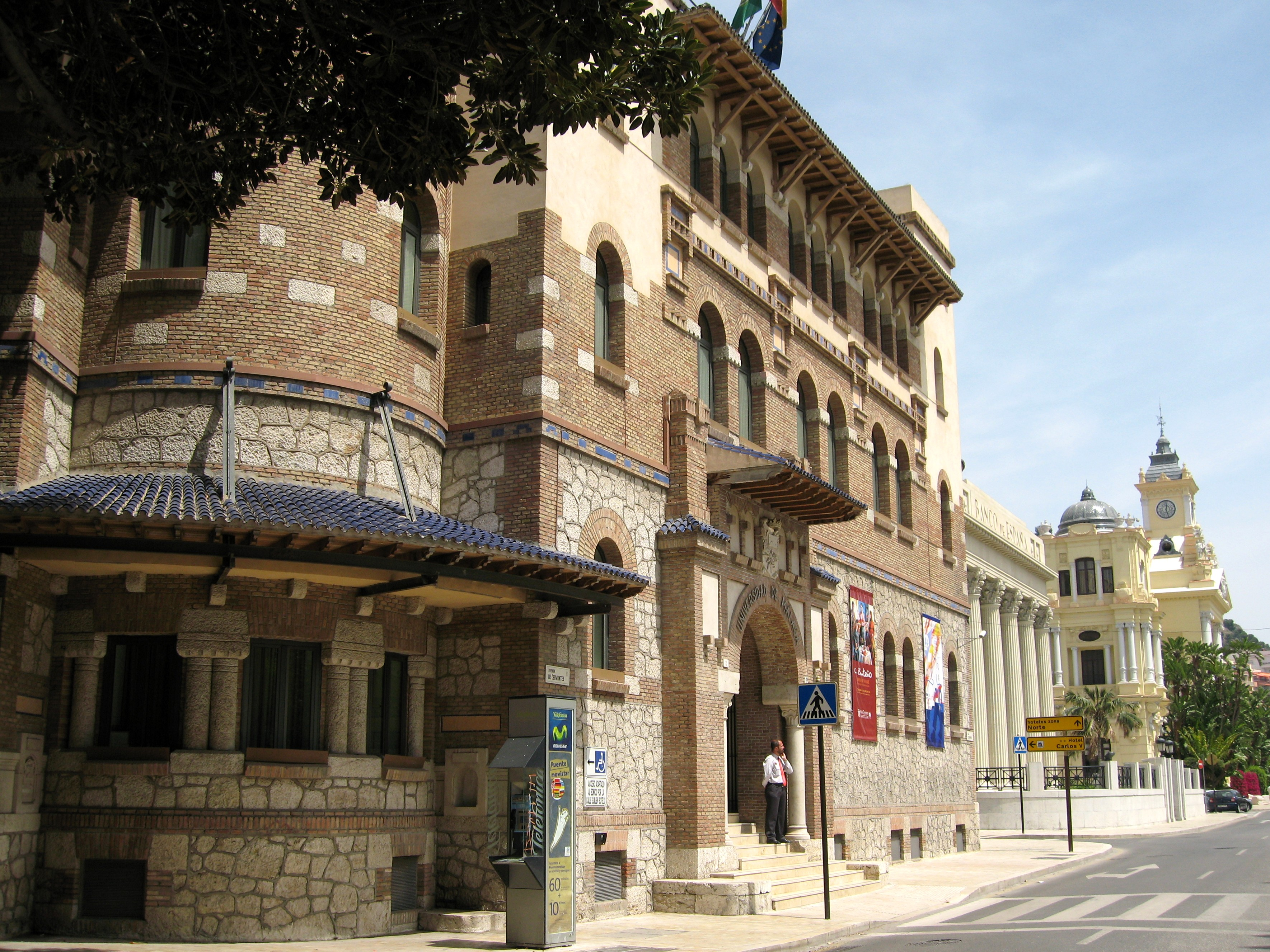
Casa de Correos y Telégrafos, actualmente Rectorado de la Universidad de Málaga